# بیرنام
بیرنام (انگلیسی: Birnam) روستایی در پرت و کینروس، اسکاتلند است. نام ابن روستا در نمایشنامه مکبث مورد اشاره قرار گرفته است.